# DB ETA 150 sorozat
A DB ETA 150 sorozat és a DB ESA 150 sorozat, vagy az átszámozás után a DB 515 sorozat és DB 815 sorozat két akkumulátoros motorkocsi-sorozat volt. 1955-ben gyártotta a SSW, Rathgeber, O&K WMD és a Wegmann & Co.. A motorkocsikat 1995-ben selejtezték le.

## Képgaléria

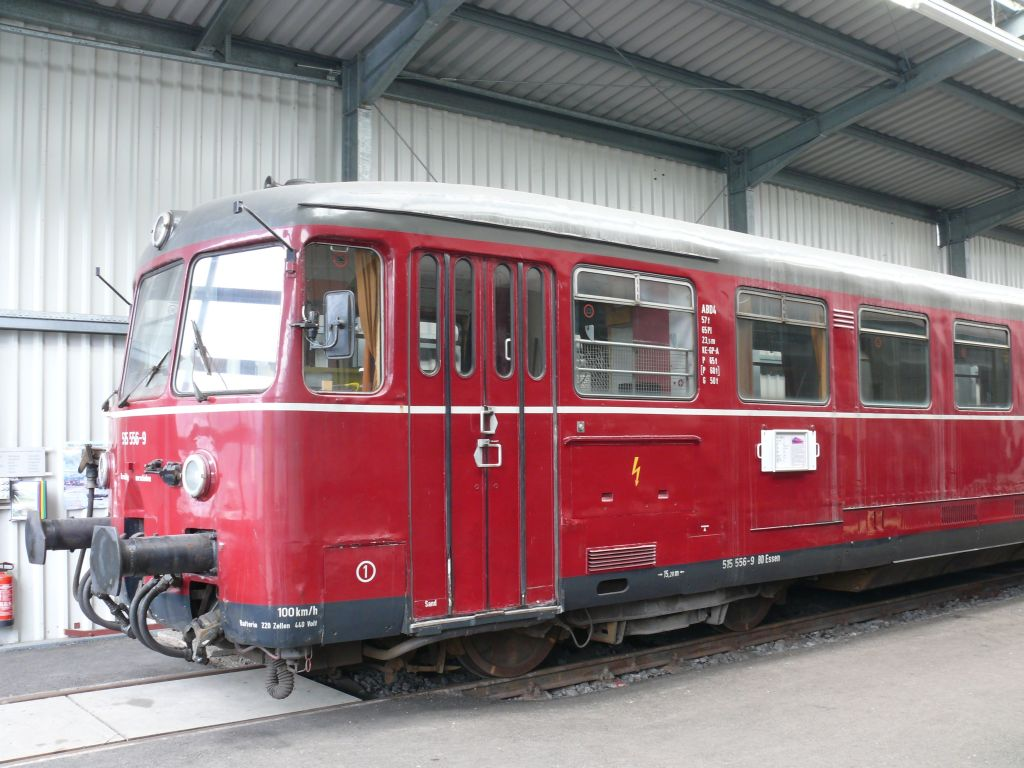
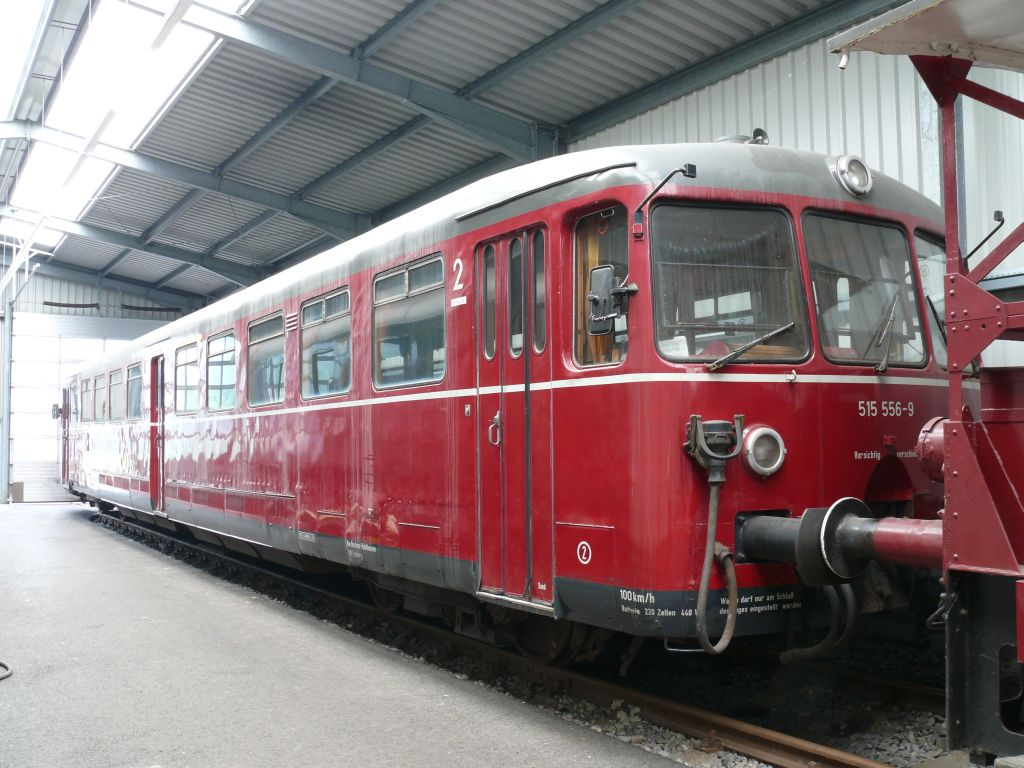
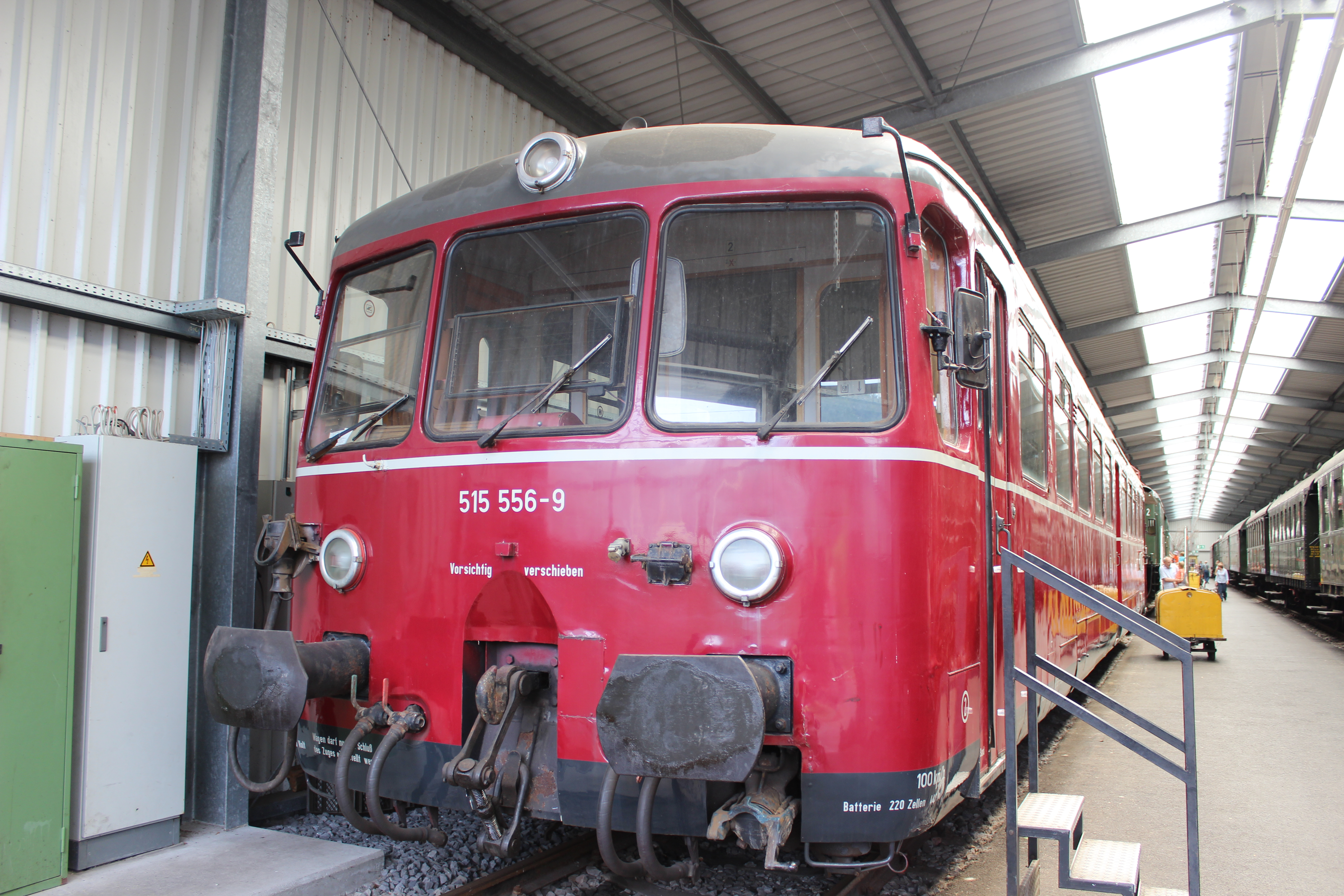
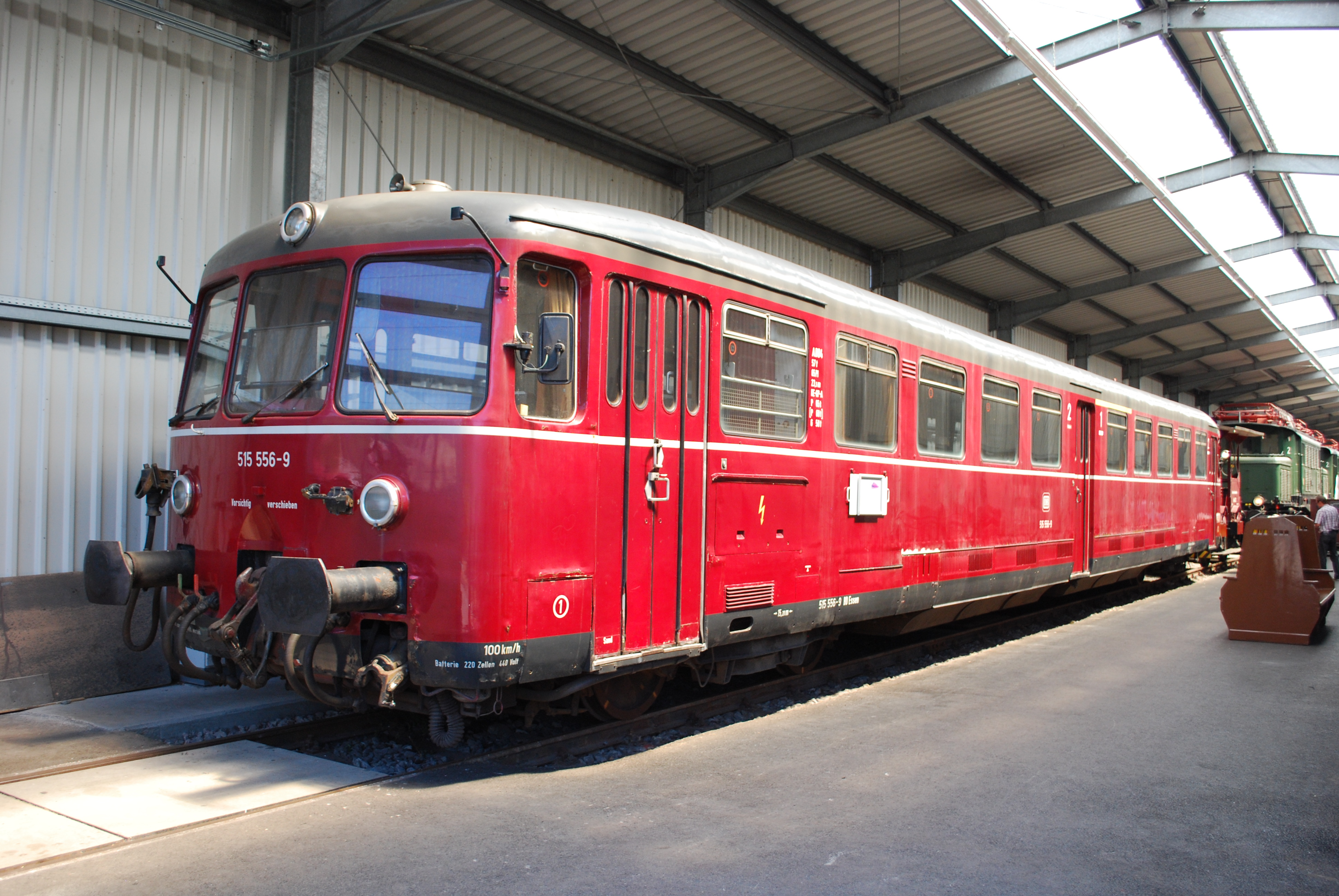
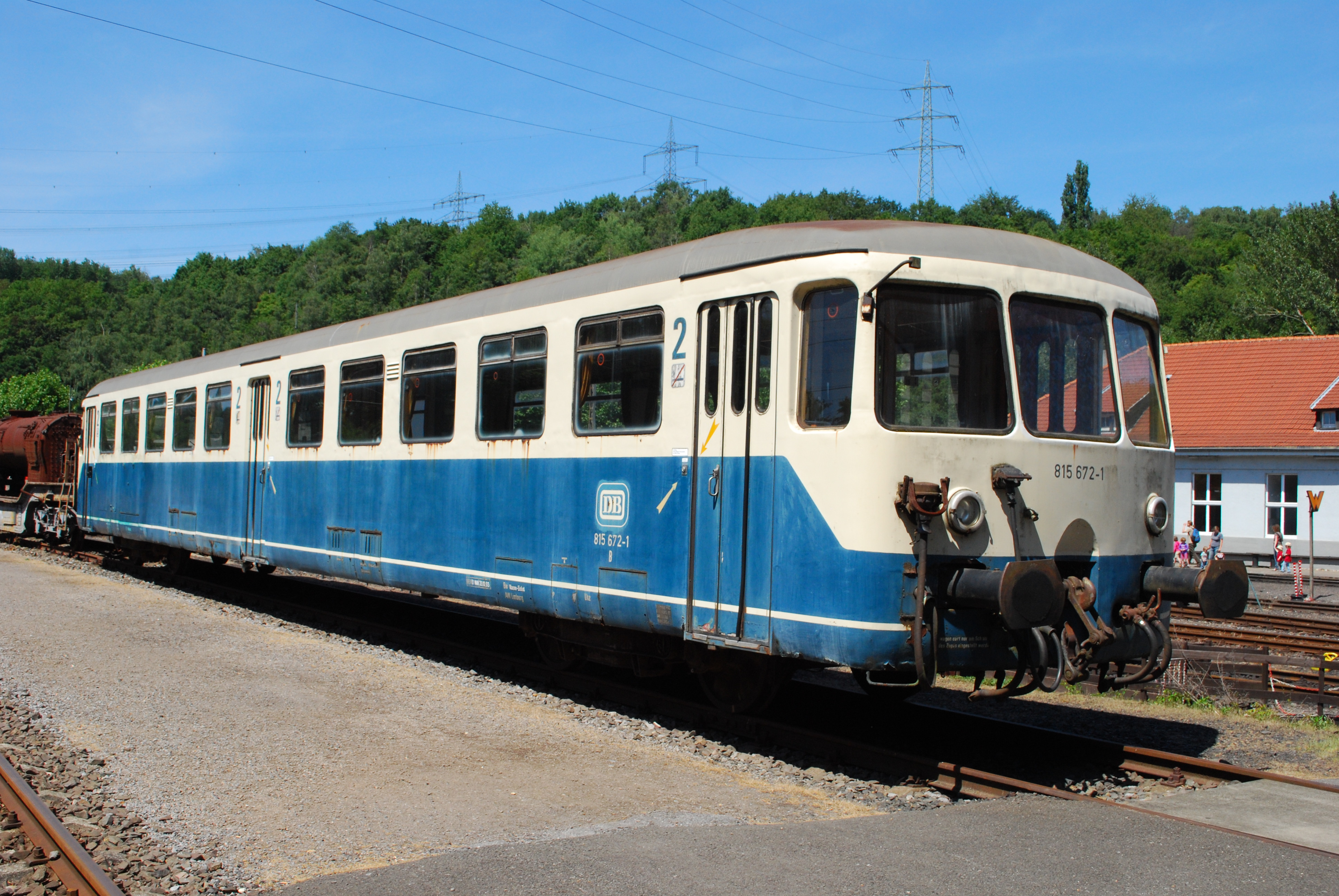
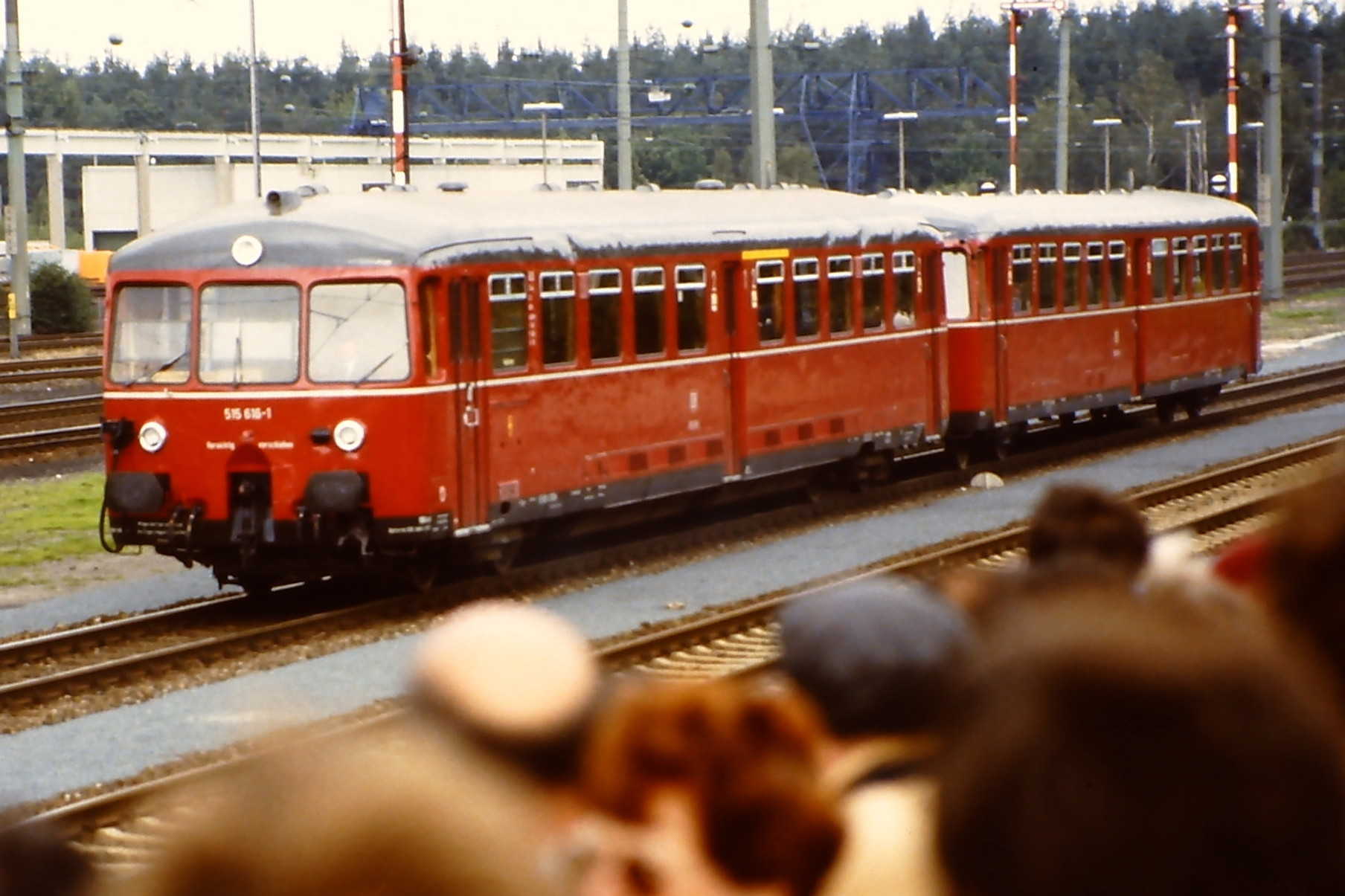
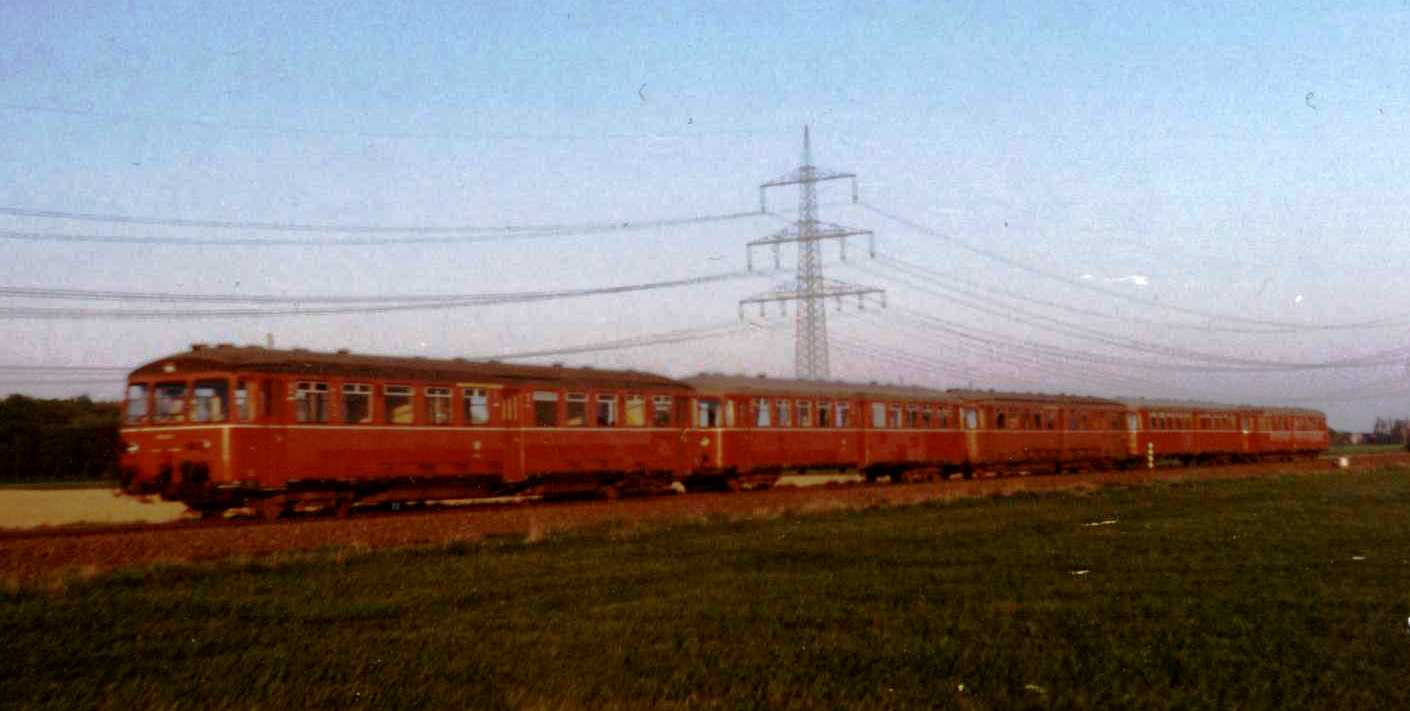